# NGC 7225
NGC 7225 est une vaste galaxie lenticulaire particulière,, située dans la constellation du Poisson austral. Sa vitesse par rapport au fond diffus cosmologique est de 4 553 ± 23 km/s, ce qui correspond à une distance de Hubble de 67,2 ± 4,7 Mpc (∼219 millions d'al). NGC 7225 a été découverte par l'astronome britannique John Herschel en 1834.

## Groupe de NGC 7285
Selon A. M. Garcia, NGC 7225 est membre du groupe de NGC 7285. Ce groupe de galaxies renferme au moins sept membres. Les autres galaxies du groupe sont NGC 7252, NGC 7284, NGC 7285 et trois autres galaxies du catalogue ESO.